# Amazon Robotics
Amazon Robotics, anteriormente Kiva Systems, é uma empresa sediada em Massachusetts que fabrica sistemas de preenchimento robótico móvel. É uma empresa subsidiária da Amazon.com e seus sistemas automatizados de armazenamento e recuperação foram usados anteriormente por empresas como: The Gap, Walgreens, Staples, Gilt Groupe, Office Depot, Crate & Barrel e Saks 5th Avenue. Depois que esses contratos expiraram, a Amazon não os renovou e os ativos da Kiva agora funcionam apenas para os depósitos da Amazon. 

## História
Depois de trabalhar na equipe de processos de negócios da Webvan, Mick Mountz concluiu que a queda da empresa foi devido à inflexibilidade dos sistemas de manuseio de materiais existentes e ao alto custo de atendimento de pedidos. Esses desafios inspiraram Mountz a criar um método para selecionar, embalar e enviar pedidos por meio de um sistema que poderia entregar qualquer item a qualquer operador a qualquer momento. Para realizar sua visão, Mountz procurou a ajuda de Peter Wurman e Raffaello D'Andrea. Em 2003, Mountz se tornou o fundador e CEO da Kiva Systems, por meio de sua parceria com os co-fundadores.
Tradicionalmente, as mercadorias são movimentadas em um centro de distribuição usando um sistema de transporte ou por máquinas operadas por humanos (como empilhadeiras). Na abordagem de Kiva, os itens são armazenados em unidades de armazenamento portáteis. Quando um pedido é inserido no sistema de banco de dados da Kiva, o software localiza o veículo guiado automatizado (bot) mais próximo do item e o direciona para recuperá-lo. Os robôs móveis navegam pelo depósito seguindo uma série de adesivos de código de barras computadorizados no chão. Cada unidade de acionamento possui um sensor que a impede de colidir com outras. Quando a unidade de propulsão atinge o local de destino, ela desliza para baixo do pod e o levanta do chão por meio de um saca-rolhas. O robô então carrega o pod para o operador humano especificado para escolher os itens.
A Kiva vendeu sistemas baseados em dois modelos de robôs diferentes. O modelo menor tinha cerca de 2 pés por 2,5 pés e 18 polegadas de altura e era capaz de levantar 1.000 libras. O modelo maior era capaz de carregar um palete com cargas pesando até 3.000 libras. Ambos eram de uma cor laranja distinta. A velocidade máxima dos robôs foi de 1,3 metros por segundo. Os robôs móveis eram alimentados por bateria e precisam ser recarregados a cada hora por cinco minutos.
O sistema é considerado muito mais eficiente e preciso do que o método tradicional de ter trabalhadores humanos viajando pelo armazém, localizando e escolhendo itens.

## Aquisição pela Amazon
Em março de 2012, a Amazon.com adquiriu a Kiva Systems por US $ 775 milhões. Na época, esta foi a segunda maior aquisição da Amazon em sua história.
Desde a aquisição pela Amazon, Kiva permaneceu em silêncio. A empresa não anunciou nenhum novo cliente Kiva e interrompeu suas atividades de marketing. A maior parte da equipe de vendas da Kiva foi embora, embora a empresa continue a contratar nos departamentos de engenharia e manufatura. Os observadores da indústria especulam que a Amazon está se concentrando em operações internas e não está interessada em compartilhar a tecnologia com os concorrentes.
Em agosto de 2015, a empresa mudou oficialmente seu nome de Kiva Systems LLC para Amazon Robotics LLC.
Em junho de 2019, a Amazon tinha mais de 200.000 robôs trabalhando em seus depósitos